# Constant Puyo
Constant Puyo, nato Charles Émile Joachim Constant Puyo, conosciuto anche come Comandante Puyo (Morlaix, 12 novembre 1857 – Parigi, 6 ottobre 1933) è stato un militare e fotografo francese.
Secondo alcuni studiosi, egli fu il più convinto sostenitore del pittorialismo francese, insieme all'amico Robert Demachy, sostenendo la fotografia come mezzo di produzione artistica.

## Biografia
Discendente da una famiglia della buona borghesia di Morlaix, peraltro dedita all'arte. Il padre, Edmond (1828–1916), fu un pittore e archeologo dilettante ma soprattutto fondatore del Musée des Beaux-Arts de Morlaix, nonché sindaco della città negli anni Settanta dell'Ottocento. Lo zio, Edouard Corbière, fu un noto scrittore, giornalista e marinaio, padre del "poeta maledetto" Tristan Corbière, suo cugino.

Puyo si formò alla École polytechnique di Parigi, al termine della quale si arruolò nell'esercito francese, alla Scuola Ufficiali di Artiglieria a La Fère. Col grado di ufficiale prese parte alla campagna di Algeria negli anni Ottanta, divenendo in seguito comandante. Fece rientro presso lo stato maggiore a Parigi prima di lasciare la carriera militare nel 1902.

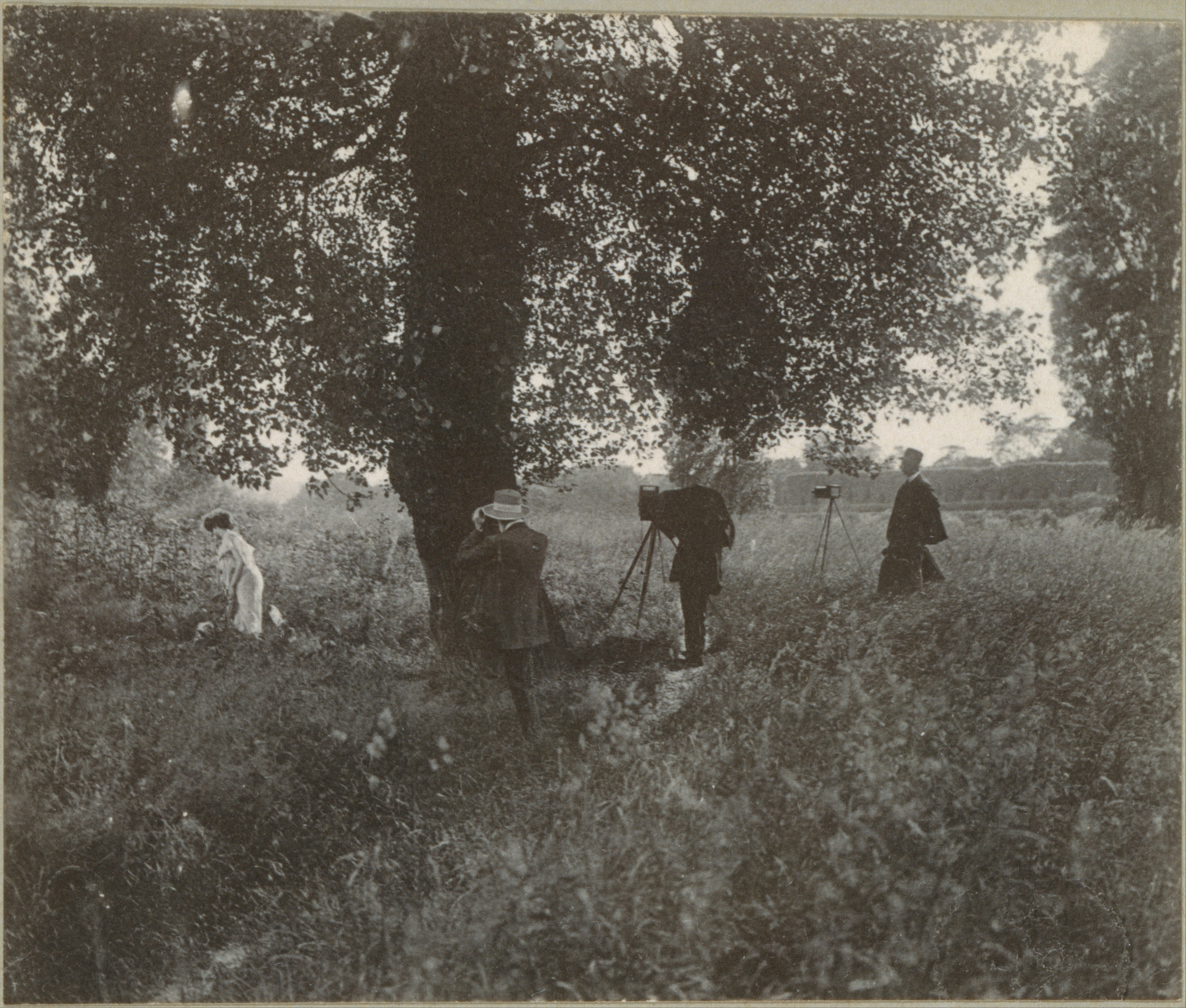
Puyo, Demachy e Paul de Singly con una modella, 1909

Anche lui, come suo padre, da giovane iniziò a disegnare, ma fu durante il suo soggiorno in Nord Africa che incontrò la fotografia che gli permise sia di fotografare i suoi disegni ma anche, come dilettante, di acquisire immagini di paesaggi, dei suoi compagni d'armi e a documentare i suoi viaggi e le fotografie della sua famiglia. Rimase nell'ambito dilettantesco per circa un decennio anche se in questo periodo andò sempre più facendosi strada la convinzione che la fotografia fosse una forma d'arte autonoma da tutte le altre, tanto che lasciò perdere il disegno e la semplice documentazione per concentarsi sull'espressività fotografica e sul fenomeno che proprio in quegli anni stava creando un vero e proprio movimento internazionale: il pittorialismo.
Già nel 1894 si iscrisse al Photo Club di Parigi, fondato da Maurice Bacquet, e contribuì a organizzare mostre per il club, tra cui anche il celebre Salon che aveva aperto anche alla fotografia. Due anni dopo pubblicò il suo primo saggio, per le edizioni del club, dal titolo Note sulla fotografia artistica nel quale già era pienamente spiegata la convinzione che la fotografia potesse produrre opere d'arte. Solo quando decise di congedarsi dall'esercito nel 1902 che poté dedicarsi pienamente all'esercizio della sua passione che sviluppò totalmente le sue energie nella fotografia anche sul piano teorico e della ricerca come la stampa alla gomma e l'oleotipia. Una volta messi a punto questi processi, egli scrisse da solo o con altri diversi libri, editi dal Photo club, durante questo periodo, in cui venivano descritti i procedimenti, perfino nel dettaglio.

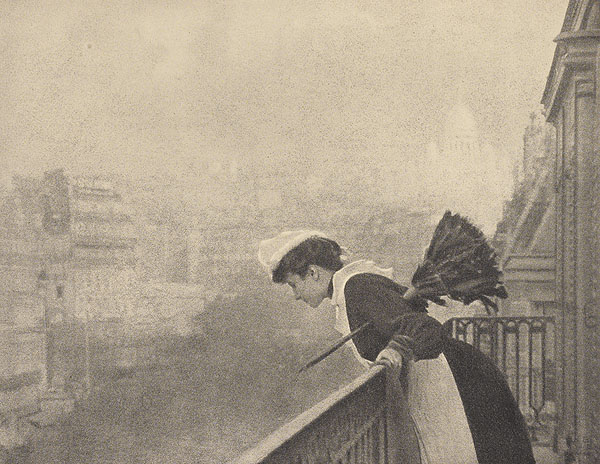
Montmartre, 1906

Puyo era convinto che la fotografia, una volta scattata e stampata, andasse ritoccata perché la manipolazione servisse ad elimare la sensazione che fosse stata realizzata da una macchina, cioè da un oggetto che non potesse provare emozioni. Pensava che in qualche misura la bellezza di una fotografia fosse indipendente dal soggetto ritratto, per questo motivo ciò che mostrava era, in effetti, stando alla sua opinione, di secondaria importanza, ma era invece preminente la bellezza e l'emozione. I suoi temi preferiti furono i paesaggi, le figure femminili in varie pose e i vari aspetti della vita parigina della fine del XIX secolo. L'Impressionismo in quegli anni era la corrente pittorica più potente e anch'egli ne restò affascinato ed influenzato, anche se il suo sguardo fu più ampio. Una delle sue opere più conosciute, Montmartre, fu ispirata da Edvard Munch. Fece parte di  Photo-Secession e fu membro onorario del Linked Ring. Alcuni dei suoi lavori sono stati presentati nella rivista Camera Work, diretta da Alfred Stieglitz, insieme ad altri francesi quali Robert Demachy e René Le Bègue. Nel 1906 seguì una mostra alla Galleria 291 di Stieglitz a New York. Molte delle sue immagini furono stampate con il "processo Fresson" inventato nel 1899 da Théodore-Henri Fresson.
Dopo la prima guerra mondiale, il declino del pittorialismo fu fonte di una certa frustrazione per Puyo. Dal 1921 al 1926 rivestì la carica di presidente del Photo Club parigino, ma rimase affezionato al suo stile pittorialista. Dopo il 1926 tornò nella sua casa di Morlaix.

## Galleria d'immagini

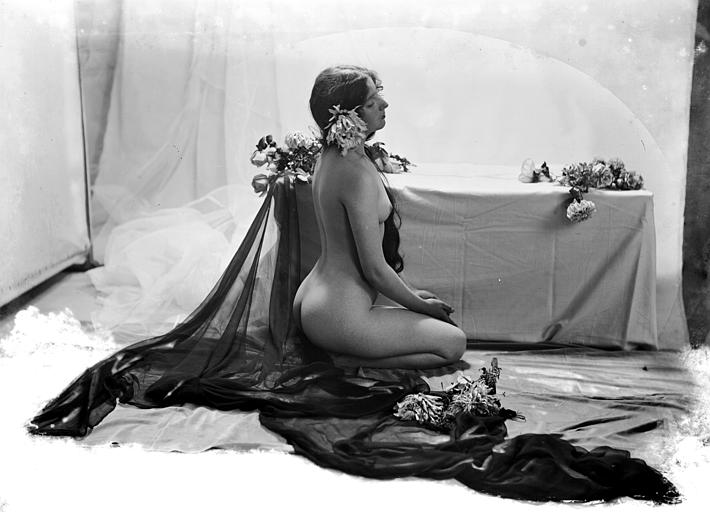
Nudo, 1890 circa
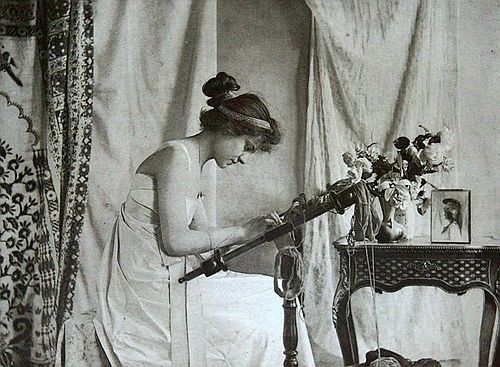
Senza titolo, 1894
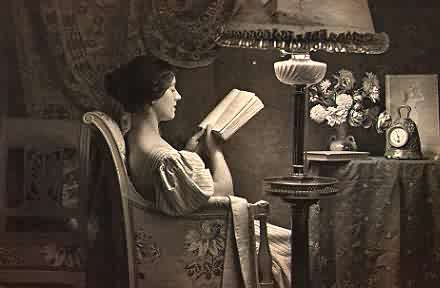
La veglia, 1895
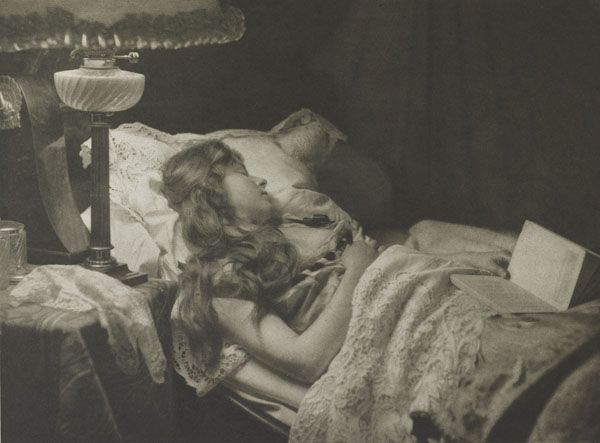
Mi sono addormentata, 1897
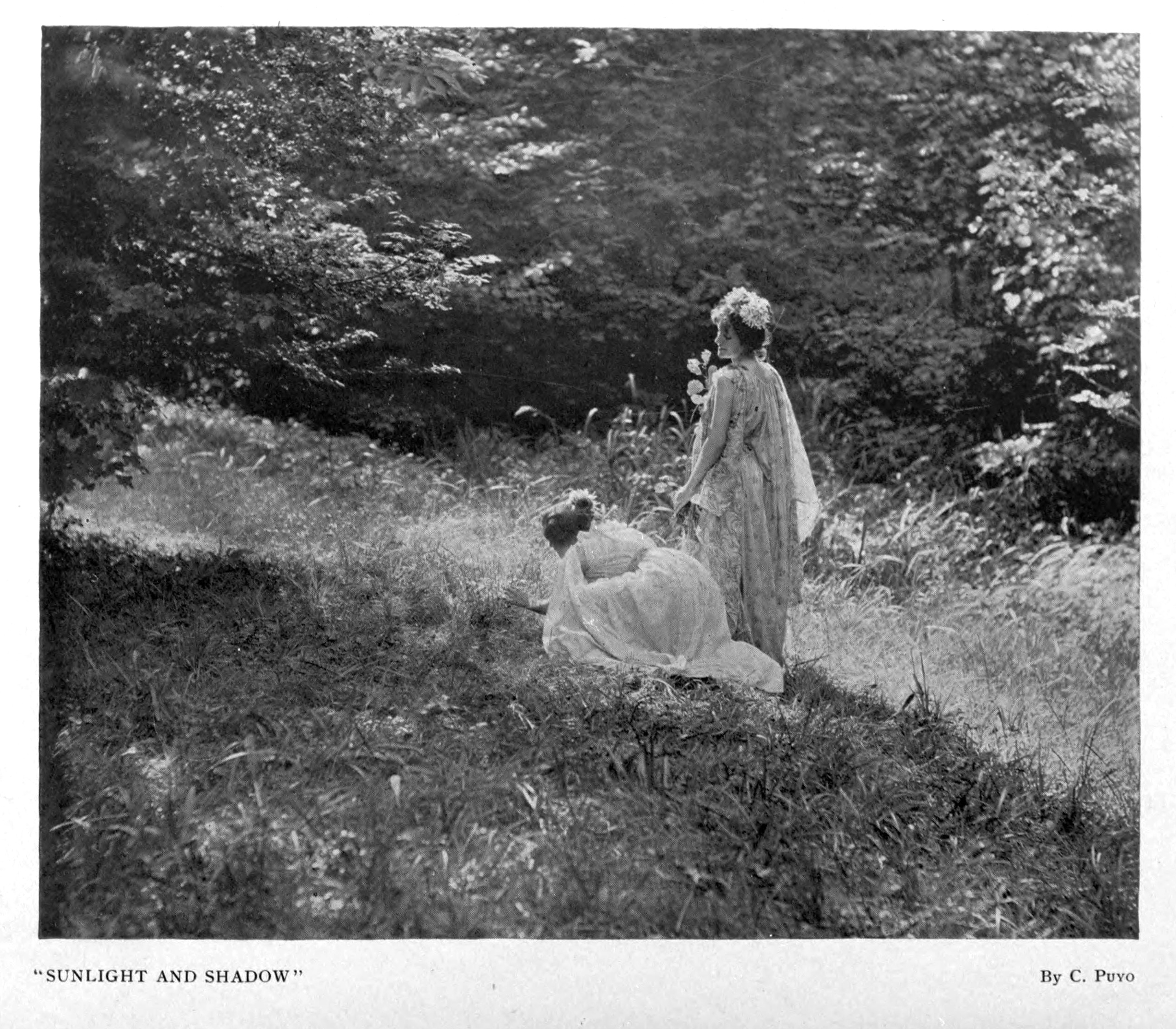
Sole e ombra, 1898
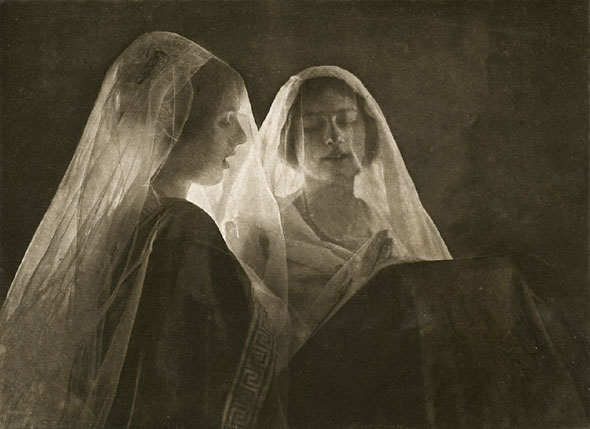
Donne velate, 1899
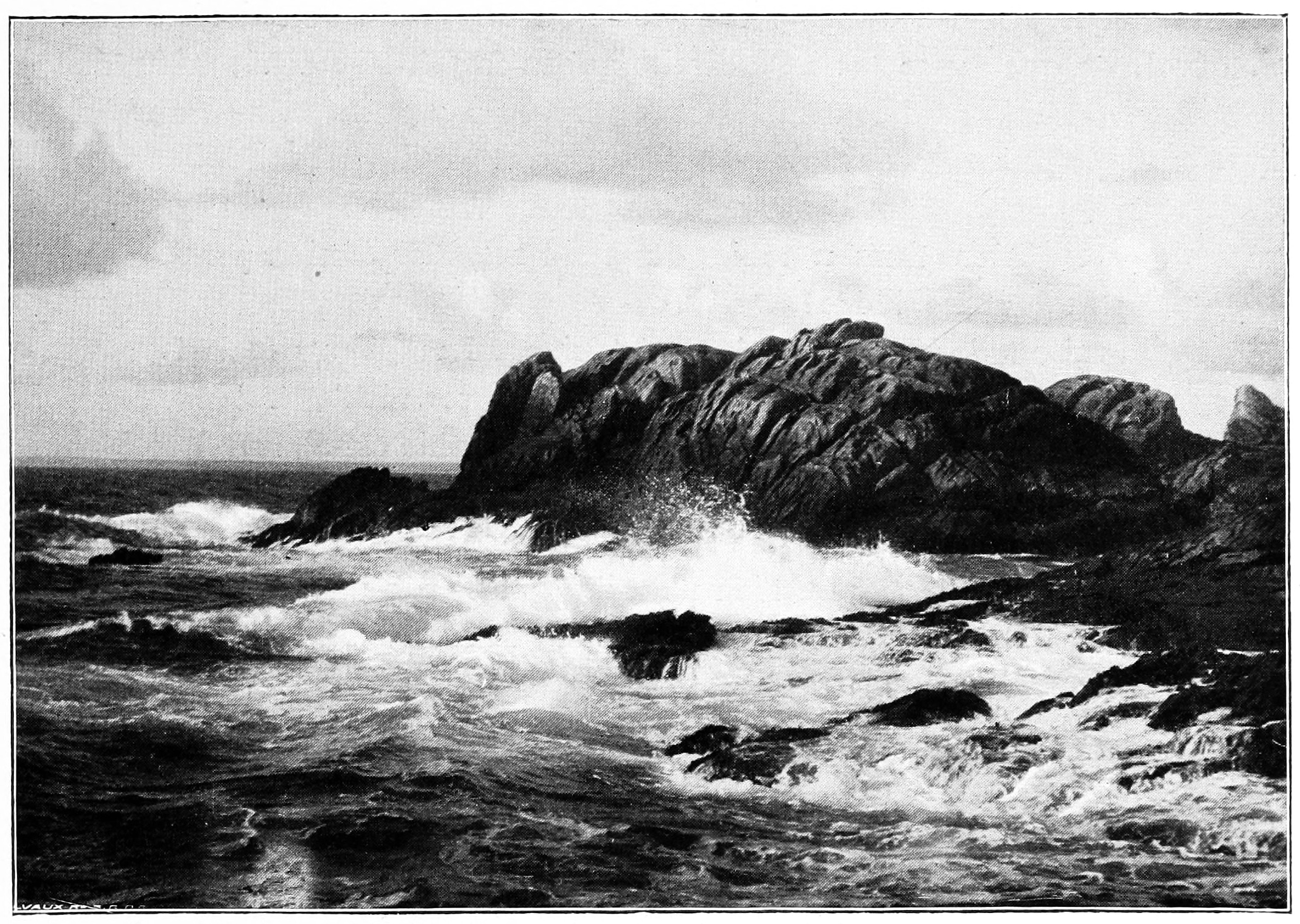
LO scoglio di Penmarch, 1899 (con l'alta marea)
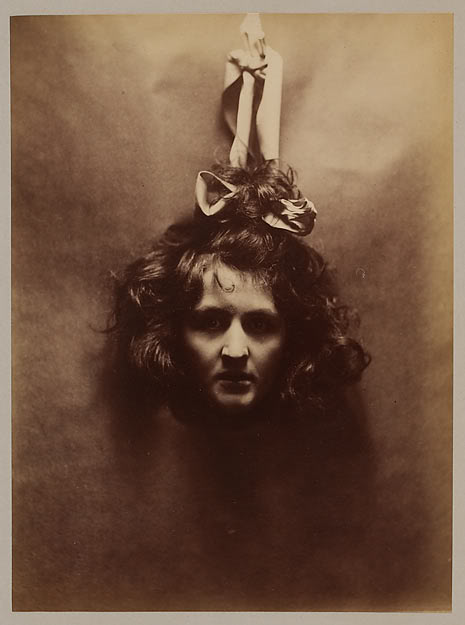
Billy Jane, 1900
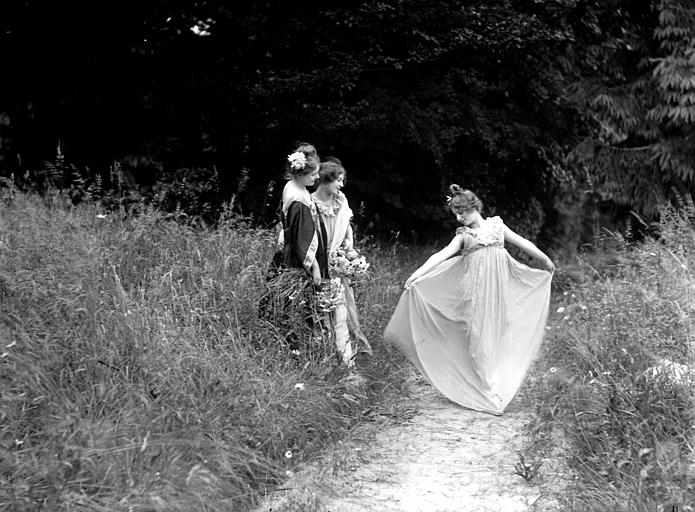
Senza titolo, 1900
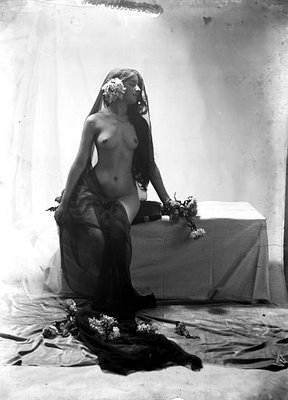
Nudo, 1900 circa
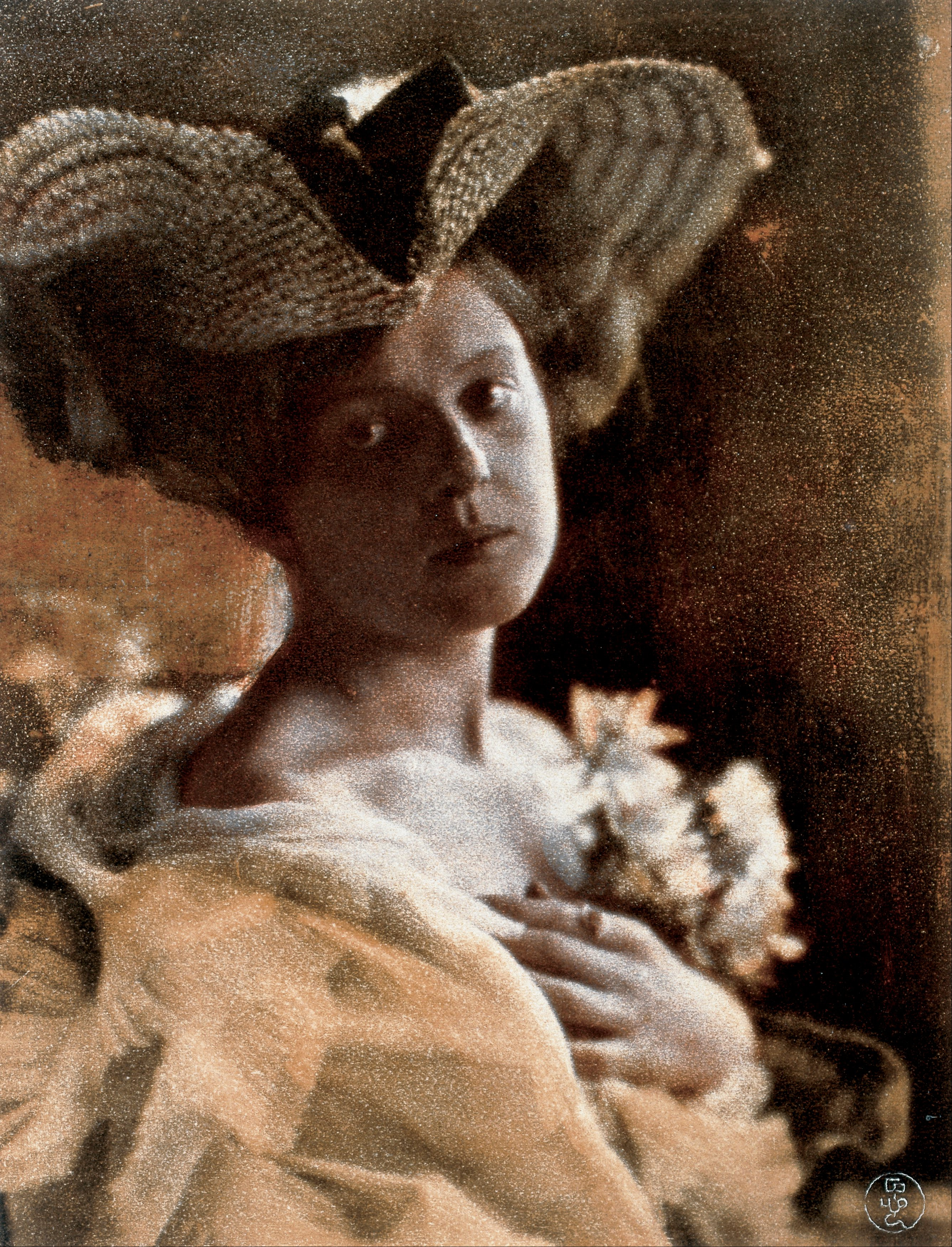
Il cappello di paglia, 1905-1910
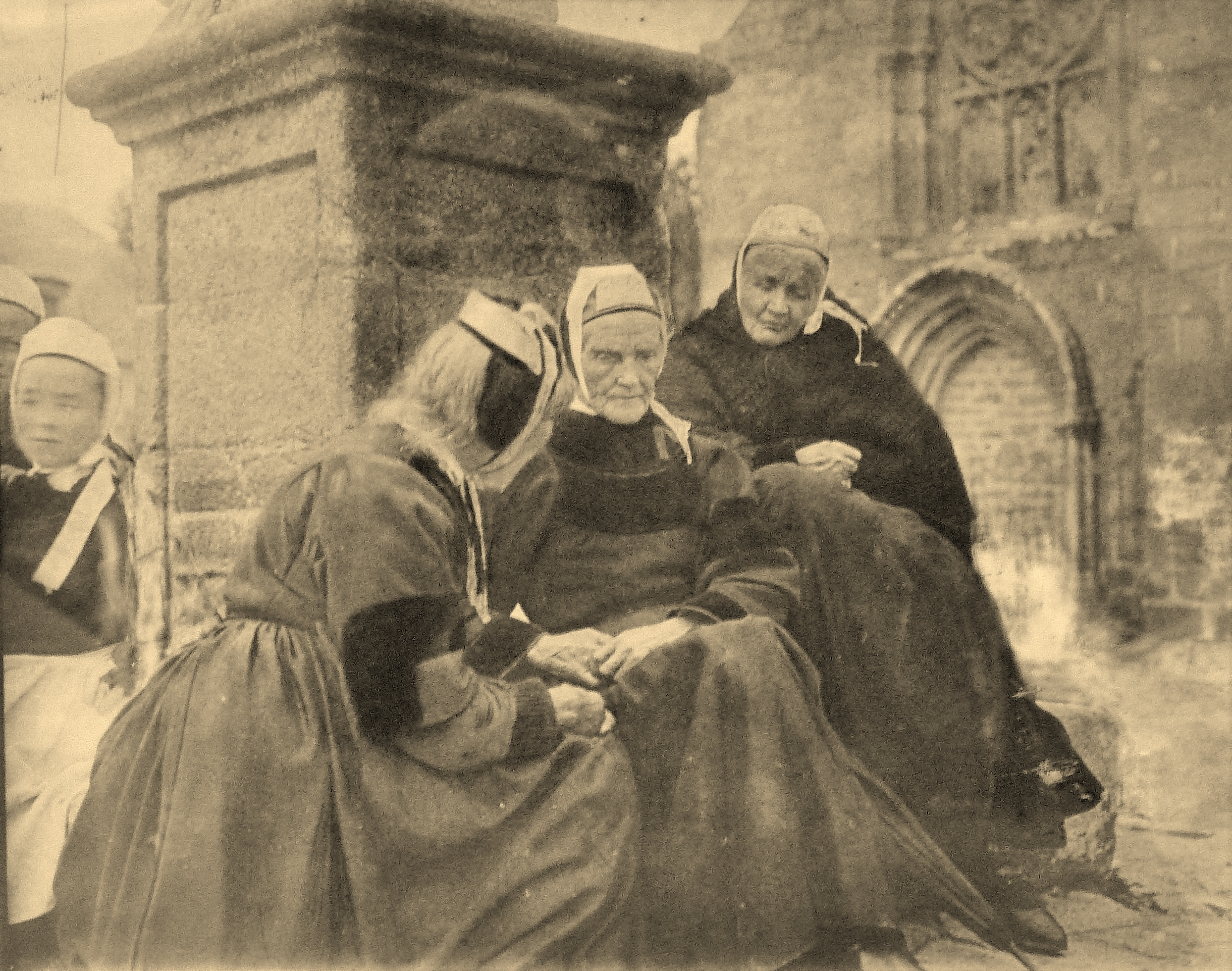
Dopo i vespri, Penmarch, 1907
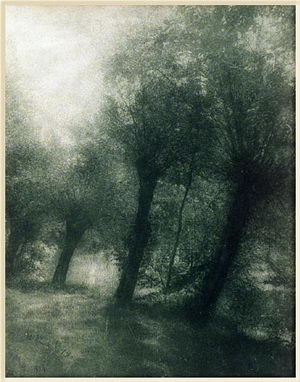
Studio di alberi, 1914
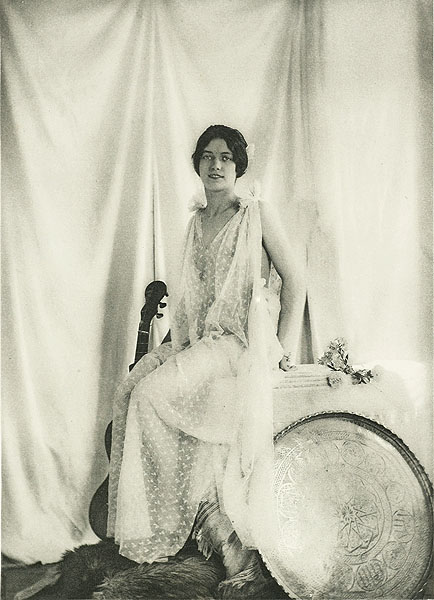
Fantasia in bianco, senza data
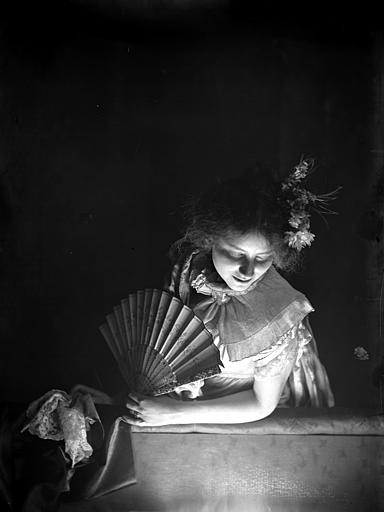
Messa in scena, senza data
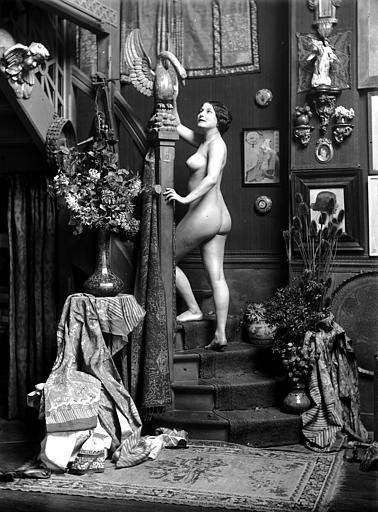
Nudo, senza data